# 이세주묘 출토 관 덮개
이세주묘 출토 관 덮개(李世胄墓 出土 棺 덮개)는 인천광역시 연수구 옥련동, 인천광역시시립박물관에 있는 관 뚜껑이다. 1994년 11월 4일 인천광역시의 문화재자료 제6호로 지정되었다.

## 현지 안내문
조선 숙종 때 이세주(1626∼1710)의 무덤에서 나온 관 뚜껑이다.영의정 최석정이 임금님께서 경서를 강의하던 자리에서, 제운리(현재 학익동)에 서당을 열어 많은 인재들을 양성하고 있던 이세주 선생에 대해 말하였다. 그러자 숙종은 그에게 벼슬을 주고 직접 만나보기도 하였다. 처음에 이선생의 무덤은 연수구 동춘동에 있었으나, 개발사업으로 이장해 옮겨 두었다. 출토 당시에 관을 덮었던 선생의 이름과 관직이 쓰여진 명정(銘旌)이 관 뚜껑에 붙어 있었다고 한다.

## 참고 자료
- 이세주묘 출토 관 덮개 - 국가유산청 국가유산포털